# Crkva Gospe od Griblja u Šibeniku
Crkva Gospe od Griblja, zaštićeno kulturno dobro u Šibeniku.

## Opis dobra
Crkva Gospe od Griblje se nalazi u blizini gradskog groblja Kvanj u Šibeniku. Pravilno je orijentirana. Jednobrodna je s pravokutnom apsidom. U apsidi je ostao sačuvan prelomljeni gotički svod koji se oslanja na jednostavne poluimposte. Građena je od kamena, izvana žbukana. Brod je pokriven drvenom krovnom konstrukcijom s otvorenim krovištem. Na pročelju se nalaze romanička vrata s lučnim završetkom. Na južnom zidu su gotička vrata sa šiljatim lučnim završetkom. Apsida ima uski pravokutni prozor romaničkih karakteristika. Crkva ima obilježja romaničkog i gotičkog stila i može se datirati u 13. ili 14. stoljeće.

## Zaštita
Pod oznakom Z-2551 zavedena je kao nepokretno kulturno dobro - pojedinačno, pravna statusa zaštićena kulturnog dobra, klasificiranog kao sakralna graditeljska baština.